# Futebol escolar
O futebol escolar ou futebol medieval inglês foi um jogo tradicional britânico surgido na Idade Média, que, no século XIX, deu origem a uma série de desportos modernos que compartilham em maior ou menor grau o termo futebol. Descendente direto do soule, foi praticado nas Ilhas Britânicas entre os séculos XI e XVIII.
Os primeiros códigos britânicos se caracterizavam por terem poucas regras e por sua extrema violência. Um dos mais populares foi o futebol escolar. Por esta razão o futebol escolar foi proibido na Inglaterra por um decreto do Rei Eduardo III, que alegou ser um desporto não cristão, e a proibição perdurou por 500 anos. O futebol escolar não foi a única forma de jogo da época; de fato existiram outras formas mais organizadas, menos violentas e inclusive que se desenvolveram fora das Ilhas Britânicas.